# Els Clots (la Coma i la Pedra)
|  | Aquest article tracta sobre un indret del municipi de la Coma i la Pedra. Vegeu-ne altres significats a «Els Clots». |

Els Clots és un indret ocupat per unes estretes feixes superposades del poble de La Coma, al municipi de la Coma i la Pedra (Vall de Lord - Solsonès) situat sota la masia de Cal Bonic.